# Borderlands (film)
Borderlands is een Amerikaanse sciencefiction-actiekomedie uit 2024, geregisseerd en mede geschreven door Eli Roth en gebaseerd op de gelijknamige computerspelserie. De hoofdrollen worden vertolkt door Cate Blanchett, Kevin Hart, Jack Black, Édgar Ramírez, Ariana Greenblatt, Bobby Lee, Florian Munteanu, Gina Gershon en Jamie Lee Curtis.

## Verhaal
Lilith is een beruchte outlaw met een mysterieus verleden. Ze keert met tegenzin terug naar haar thuisplaneet Pandora om de vermiste dochter van de machtigste persoon van het universum, Atlas, te vinden. Lilith vormt een alliantie met een gevarieerd team: Roland, een voormalige elitehuurling, Tiny Tina, een wilde tiener, Krieg, Tina's gespierde beschermer, Tannis, een gestoorde wetenschapper en Claptrap, een eigenwijze robot. De groep moet het opnemen tegen buitenaardse monsters en gevaarlijke bandieten om het vermiste meisje te vinden en te beschermen, dat mogelijk de sleutel tot onvoorstelbare macht in handen heeft.

## Rolverdeling
| Acteur               | Personage           |
| -------------------- | ------------------- |
| Cate Blanchett       | Lilith              |
| Kevin Hart           | Roland              |
| Jack Black           | stem van Claptrap   |
| Édgar Ramírez        | Atlas               |
| Ariana Greenblatt    | Tiny Tina           |
| Bobby Lee            | Larry               |
| Florian Munteanu     | Krieg               |
| Gina Gershon         | Mad Moxxi           |
| Jamie Lee Curtis     | Dr. Patricia Tannis |
| Haley Bennett        | Mom                 |
| Olivier Richters     | Krom                |
| Janina Gavankar      | Commander Knoxx     |
| Cheyenne Jackson     | Jakobs              |
| Charles Babalola     | Hammerlock          |
| Benjamin Byron Davis | Marcus              |
| Steven Boyer         | Scooter             |
| Ryann Redmond        | Ellie               |
| Harry Ford           | Middleman           |

## Productie
In mei 2015 was Leigh Whannell in gesprek met Lionsgate Films om een bewerking van de computerspelserie Borderlands te schrijven en te regisseren. De film werd officieel aangekondigd in augustus 2015, met Ari en Avi Arad van Arad Productions als producers, maar zonder Whannell. In februari 2020 werd Eli Roth toegevoegd als regisseur op basis van een scenario geschreven door Craig Mazin, waarbij Erik Feig als producer toetrad via zijn productiebedrijf Picturestart. Cate Blanchett werd in mei 2020 gecast als Lilith. In januari en februari 2021 werd bevestigd dat Kevin Hart, Jamie Lee Curtis en Jack Black zich bij de cast hadden gevoegd. De volgende maand werden Ariana Greenblatt, Florian Munteanu en Haley Bennett gecast. Édgar Ramírez, Olivier Richters en Janina Gavankar kwamen in april er bij, naast Gina Gershon, Cheyenne Jackson, Charles Babalola, Benjamin Byron Davis, Steven Boyer, Ryann Redmond en Bobby Lee.
De filmopnames begonnen op 1 april 2021 in Boedapest, Hongarije, tijdens de coronapandemie, en duurden tot 22 juni. In januari 2023 werd aangekondigd dat gedurende twee weken heropnames zouden plaatsvinden, geregisseerd door Tim Miller, vanwege Roths verplichtingen aan zijn nieuwste film Thanksgiving.

## Release en ontvangst
Borderlands ging op 6 augustus 2024 in première in het TCL Chinese Theatre in Los Angeles. De film ging op 7 augustus in première in België en op 9 augustus 2024 in première in de Amerikaanse bioscopen. De film kreeg overwegend negatieve kritieken van de filmcritici, met een score van 10% op Rotten Tomatoes, gebaseerd op 162 beoordelingen. Op 30 augustus, minder dan een maand na de bioscooprelease, werd de film als VOD uitgebracht op streamingplatforms.
De film werd in 2025 genomineerd in zes categorieën voor een Golden Raspberry Award waaronder slechtste film, slechtste regisseur en slechtste actrice voor Cate Blanchett. Uiteindelijk verzilverde de film geen enkele van zijn 6 nominaties. 

### Kassaopbrengsten
Borderlands ging in de Amerikaanse bioscopen in première naast It Ends with Us en Cuckoo met de verwachting van een bruto opbrengst in het openingsweekend van 8 à 16 miljoen Amerikaanse dollars in 3125 bioscopen. De film bracht uiteindelijk 8,8 miljoen dollar op in zijn openingsweekend en eindigde daarmee op de vierde plaats aan de kassa.